# Мавродендри (дем Кожани)
 Тази статия е за селото в Кожанско.  За квартала на Бер вижте Мавродендри (дем Бер).  
Мавродендри или Караагач (на гръцки: Μαυροδένδρι, катаревуса Μαυροδένδριον, Мавродендрион, до 1927 година Καραγάτς, Карагац) е село в Гърция, в дем Кожани, област Западна Македония.

## География
Мавродендри е разположено на 720 m надморска височина, на 11 km северно от Кожани.

## История

### В Османската империя
В края на XIX век Караагач е турско село в Османската империя. Според статистиката на Васил Кънчов („Македония. Етнография и статистика“) през 1900 година в Кара Агач, Кайлярска каза, има 830 турци.
На Етнографската карта на Битолския вилает на Картографския институт в София от 1901 година Карагачлар е чисто турско село в Кайлярската каза на Серфидженския санджак със 140 къщи.
Според статистика на Серфидженския санджак на гръцкото консулство в Еласона от 1904 година в Карагач (Καραγάτς), Кайлярска каза, живеят 700 турци.

### В Гърция
През Балканската война в 1912 година в селото влизат гръцки части и след Междусъюзническата в 1913 година остава в Гърция. В 1913 година селото (Καραγάτς) има 818 жители. През 20-те години населението му се изселва в Турция и на негово място са настанени християнски бежанци от Турция. В 1928 година селото е изцяло бежанско с 267 семейства и 1125 жители бежанци.
През 1927 година името на селото е преведено на гръцки Мавродендри, в превод Черно дърво.
Населението традиционно произвежда жито, тютюн и други земеделски продукти, като се занимава и със скотовъдство.
| Име         | Име          | Ново име    | Ново име    | Описание                                       |
| ----------- | ------------ | ----------- | ----------- | ---------------------------------------------- |
| Ишаклар     | Ίσακλάρ      | Левенди     | Λεβέντη     | извор на Ю от Мавродендри                      |
| Краник      | Κρανίκ       | Крания      | Κρανιά      | връх и река на З от Мавродендри                |
| Карагьозлер | Καραγκιοζλέρ | Амбели      | Άμπέλι      | местност на ЮИ от Мавродендри                  |
| Караджилар  | Καρατζιλάρ   | Дрепанон    | Δρέπανον    | местност на И от Мавродендри                   |
| Кайнак      | Καϊνιάκ      | Ливадотопос | Λιβαδότοπος | местност на С от Мавродендри                   |
| Хармали     | Χάρμαλι      | Алони       | Άλώνι       |                                                |
| Ишаклар     | Ίσακλάρ      | Перасма     | Πέρασμα     | местност на Ю от Мавродендри                   |
| Ишаклар     | Ίσακλάρ      | Диава       | Διάβα       | връх на ЮЗ от Мавродендри (906 m)              |
| Чифлик      | Τσιφλίκ      | Маврохома   | Μαυρόχωμα   | местност на ЮЮЗ от Мавродендри и на СЗ от Кила |
| Сиври тепе  | Σιβρί Τεπέ   | Маврохома   | Μαυρόχωμα   | връх на ЮИ от Мавродендри (848,4 m)            |

| Година    | 1913 | 1920 | 1928 | 1940 | 1951 | 1961 | 1971 | 1981 | 1991 | 2001 | 2011 | 2021 |
| --------- | ---- | ---- | ---- | ---- | ---- | ---- | ---- | ---- | ---- | ---- | ---- | ---- |
| Население | 818  | 802  | 1084 | 1404 | 1282 | 1383 | 980  | 1135 | 1162 | 1253 | 1059 | 661  |